# Kobresia filifolia
Kobresia filifolia là loài thực vật có hoa trong họ Cói. Loài này được (Turcz.) C.B.Clarke mô tả khoa học đầu tiên năm 1883.